# El pequeño deshollinador
El pequeño deshollinador (título original en inglés, The Little Sweep) es una ópera para niños en tres escenas con música de Benjamin Britten y libreto en inglés de Eric Crozier, estrenado en el festival de Aldeburgh el 14 de junio de 1949. Cierra un entretenimiento para jóvenes más amplio, titulado Let's Make an Opera! («Hagamos una ópera»), creado con la finalidad de familiarizar a los niños con la ópera. Let's Make an Opera! comenzó como una pieza hablada.
Esta ópera rara vez se representa en la actualidad; en las estadísticas de Operabase no aparece entre las óperas representadas en el período 2005-2010.

## Let's Make an Opera!
El pequeño deshollinador es la segunda parte de una producción escénica titulada Let's Make an Opera!.  La primera parte asume la forma de una obra en la que el reparto presenta intérpretes aficionados concibiendo, creando y representando la ópera.  Se pretende que era una introducción y desmitificación del género operístico, además la obra proporciona una oportunidad de ensayar el público en las cuatro "Audience Songs" ("Canciones del público") que cantarán después del descanso.
El formato de la obra se cambió radicalmente en los primeros meses de su existencia, pasando a través de al menos tres versiones (incluyendo una especialmente escrita para la radio) utilizando diferentes enfoques de la exposición.  Una versión inicial presentada "en el escenario de cualquier salón de pueblo" durante un ensayo con ropa de calle para una obra ya escrita se transforma en una donde la narrativa del "Pequeño deshollinador" está por Gladys (Mrs. Parworthy) como una verdadera historia que le pasó a su abuela, Juliet Brook, cuando Juliet tenía catorce años de edad, en 1809 o 1810. En su relato el final feliz a largo plazo es revelado, que el tío de Juliet (el padre de los niños Crome de visita) cogió a Sammy el deshollinador rescatado como chico jardinero.  La madre de Gladys lo recuerda como "viejo Samuel Sparrow, el jefe de los jardineros", quien solía darle albaricoques en su cumpleaños.  El grupo de seis adultos (incluyendo al director) y seis niños eligen esto como el tema de su ópera casera, libreto de Anne Dougall, una joven empleada de banco escocesa, y música de Norman Chaffinch, un entusiasta aficionado.  La ópera está escrita, compuesta, seleccionado el reparto, producido y ensayado en el espacio de menos de una hora.
Los personajes adultos en la obra reciben nombres propios y apellidos inventados, mientras que los niños en origen tenían nombres propios de los niños en la ópera. Para estos, Britten usó los nombres de los niños y sobrinos de John Gathorne-Hardy, cuarto conde de Cranbrook, un amigo personal del compositor, cuya casa familiar de Great Glemham House quedaba a unos kilómetros tierra adentro desde Aldeburgh, cerca de Snape. En versiones posteriores de la obra los niños también adquirieron los nombres de los respectivos miembros del reparto, y Elisabeth Parrish se convirtió en Pamela, para reflejar que el papel de Rowan que fue asumido por Pamela Woolmore, quien originalmente fue suplente para este papel.

## Personajes
| Personaje                                                    | Tesitura  | Reparto del estreno, 14 de junio de 1949 (Director: Norman Del Mar) |
| ------------------------------------------------------------ | --------- | ------------------------------------------------------------------- |
| Juliet Brook (14 años de edad)                               | soprano   | Anne Sharp                                                          |
| Sophie Brook (10 años de edad)                               | soprano   | Monica Garrold                                                      |
| Tina Crome (8 años de edad)                                  | soprano   | Mavis Gardiner                                                      |
| Rowan, Institutriz                                           | soprano   | Elisabeth Parry                                                     |
| Samuel Sparow , nuevo deshollinador (8 años de edad)         | tiple     | Jacob Nash                                                          |
| Hughie Crome (8 años de edad)                                | tiple     | Ralph Canham                                                        |
| Rachel Brook (13 años de edad)                               | tiple     | Bruce Hines                                                         |
| Jonny Crome (15 años de edad)                                | tiple     | Peter Cousins                                                       |
| Miss Baggott, ama de llaves                                  | contralto | Gladys Parr                                                         |
| Clem, ayudante del maestro deshollinador / Alfred, jardinero | tenor     | Max Worthley                                                        |
| Black Bob, maestro deshollinador / Tom, cochero              | bajo      | Norman Lumsden                                                      |

## Grabaciones
- Britten (dir.)/Cantelo (Juliet), Vyvyan  (Rowan), Hemmings (Sam), Thomas (Baggott), Pears (Alfred) y Anthony (Tom). 1956, Decca
- Kares (dir.)/Pokorná, Sormová, Prusek, Mixová, Procházka, Hanus. 1975, en checo, Supraphon
- Ledger (dir.)/Benson, Wells, Monck, Begg, Tear, Lloyd. 1977, HMV
- Juzeau (dir.)/Vautier, Kapeluche, Soula?, Murano, Battedou, Legendre. 1979, en francés, Adès
- Halsey (dir.)/Milne, Flowers, Yeo, Palmer, Graham-Hall, Richardson. 1996, Weigl movie, Arthaus

Fuente: Grabaciones de El pequeño deshollinador en operadis-opera-discography.org.uk